# Jerk (Raptanz)
Der Jerk (oder auch Jerkin’) ist ein im Jahr 2008 in Los Angeles, Kalifornien, entstandener Raptanz und aktueller Trend der Hip-Hop-Kultur.
Der Jerk, verbreitet vor allem über Videos, hat wie andere Ausrichtungen im Raptanz einen Performance-Character und beinhaltet eine symbolische Aneignung öffentlicher Räume, oft werden auch Einblicke in den Privatbereich der Künstler (Haus, Familie) in die Tanzszenen integriert. Neben dem Tanz ist eine charakteristische Mode ein wichtiges Element der Bewegung. Sie vereint Elemente aus der Skating-, Hip-Hop- und Emo-Stilistik; eigenes Akzent sind enge bunte Jeans und Farbenvielfalt, was sich auch in der Kollokation von „jerk“ als Bezeichnung von Rap-Dance mit „color“ und Derivaten hiervon in Eigennamen (beispielsweise Namen von Bands, Liedern, Tanzvideos) sowie Anspielungen auf Farbenbegriffe (z. B. DaltonzZ) widerspiegelt.

## Geschichte
Aus der Innenstadt von Los Angeles breitete sich die Jerk-Bewegung im Laufe der Jahre 2008 und 2009 auf die Amerikanischen West-Coast und East-Coast aus. Popularisiert wurde der Tanz vor allem durch das Rap-Duo New Boyz und ihren Hit „You’re a Jerk“ aus dem Jahr 2009 sowie das Internet-Videoportal YouTube;  es folgte eine breite Resonanz in elektronischen Medien.